# Jean-Pierre Blanchard
Jean-Pierre François Blanchard (Le Petit-Andelys, 4 luglio 1753 – Parigi, 7 marzo 1809) è stato un pioniere dell'aviazione e inventore francese noto soprattutto per essere stato il primo a trasvolare (in pallone) il canale de La Manica in compagnia dello statunitense John Jeffries nel 1785.
Pioniere dell'aviazione, compì la prima ascensione in pallone nel 1784.
Nel 1793 eseguì la prima ascensione in pallone del Nord America partendo dalla città di Filadelfia (Pennsylvania) e facendo tappa a Deptford, Gloucester County nel New Jersey. 
Tra gli spettatori del suo volo c'era anche il Presidente George Washington.  Durante le sue esibizioni americane, perse il figlio in un incidente di volo.

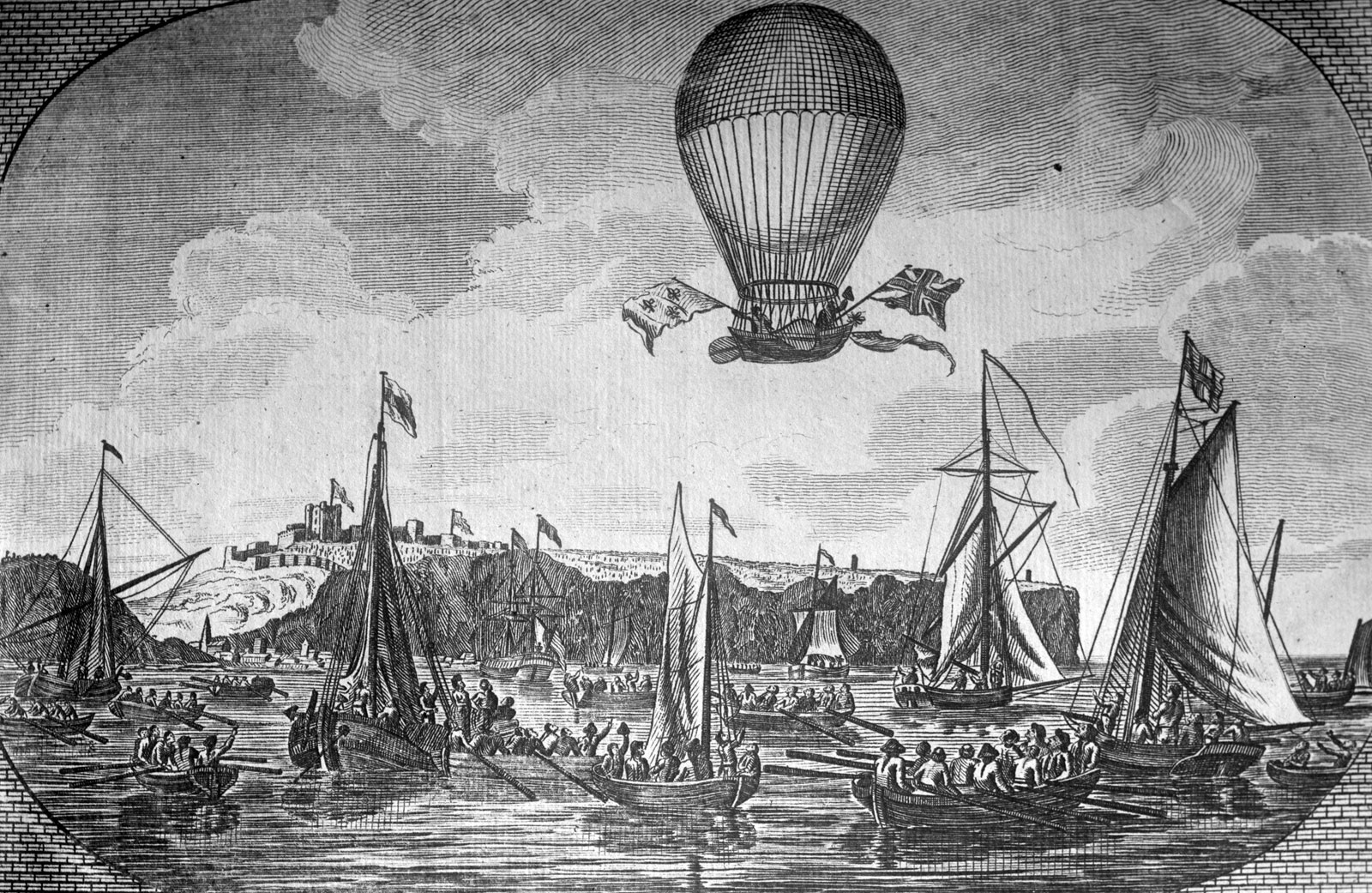
il volo in mongolfiera del 1785

Blanchard è anche autore dei primi voli in pallone di Belgio, Germania, Paesi Bassi e Polonia.
Nel 1808 cadde dal suo pallone all'Aia, in Olanda, e rimase ferito. Morì il 7 marzo 1809 dopo essere rientrato a Parigi.
La sua seconda moglie, Madeleine Sophie Armant (Sophie Blanchard), proseguì le sue presentazioni di volo libero; perì in un incendio del suo pallone il 6 luglio 1819.